# Jacutinga (Minas Gerais)
Jacutinga is een gemeente in de Braziliaanse deelstaat Minas Gerais. De gemeente telt 21.424 inwoners (schatting 2009).

## Aangrenzende gemeenten
De gemeente grenst aan Andradas, Albertina, Monte Sião, Ouro Fino, Espírito Santo do Pinhal (SP) en Itapira (SP).